# Verkehrsgesellschaft Wartburgkreis
Die Verkehrsgesellschaft Wartburgkreis mbH, kurz VGW, war für die Durchführung des öffentlichen Personennahverkehrs innerhalb des Wartburgkreises verantwortlich. Gegründet wurde die Verkehrsgesellschaft am 19. Dezember 1996.
Sie war bis zum 31. Mai 2019 mit der Durchführung des ÖPNV im Wartburgkreis betraut und übernahm für die Gesellschafter zusätzliche Managementaufgaben (Umlaufplanung, Linienplanung, Abrechnung et cetera).
Das Verkehrsgebiet der VGW umfasste den gesamten Wartburgkreis, die kreisfreie Stadt Eisenach (nur Regionalbusse) sowie in Teilbereichen die Nachbarlandkreise Schmalkalden-Meiningen, Gotha, Unstrut-Hainich-Kreis in Thüringen sowie in Hessen kleine Teilbereiche des Fulda, Hersfeld-Rotenburg und Werra-Meißner-Kreis.

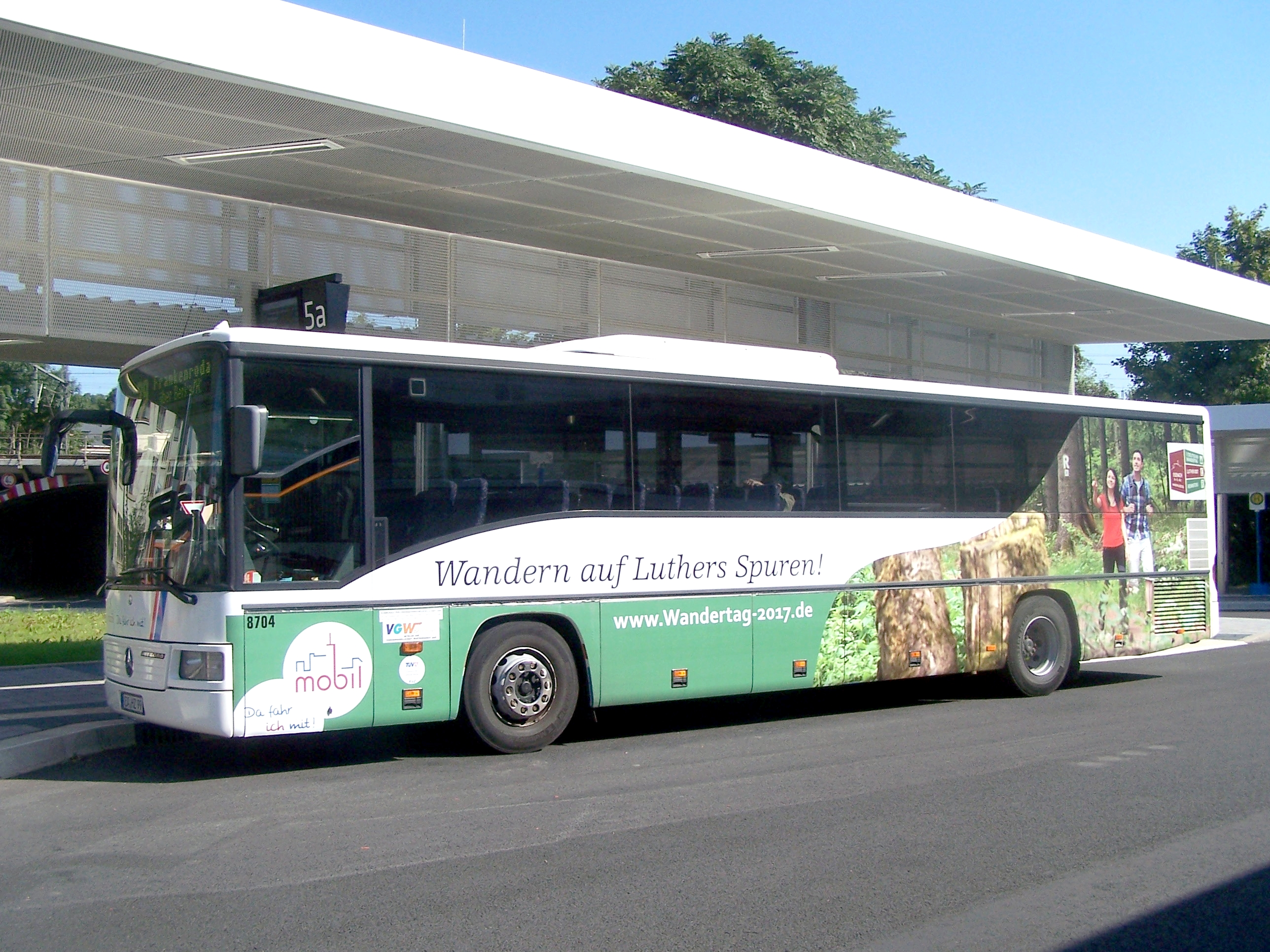
Regionalbus des Verkehrsunternehmen Wartburgmobil (VUW)

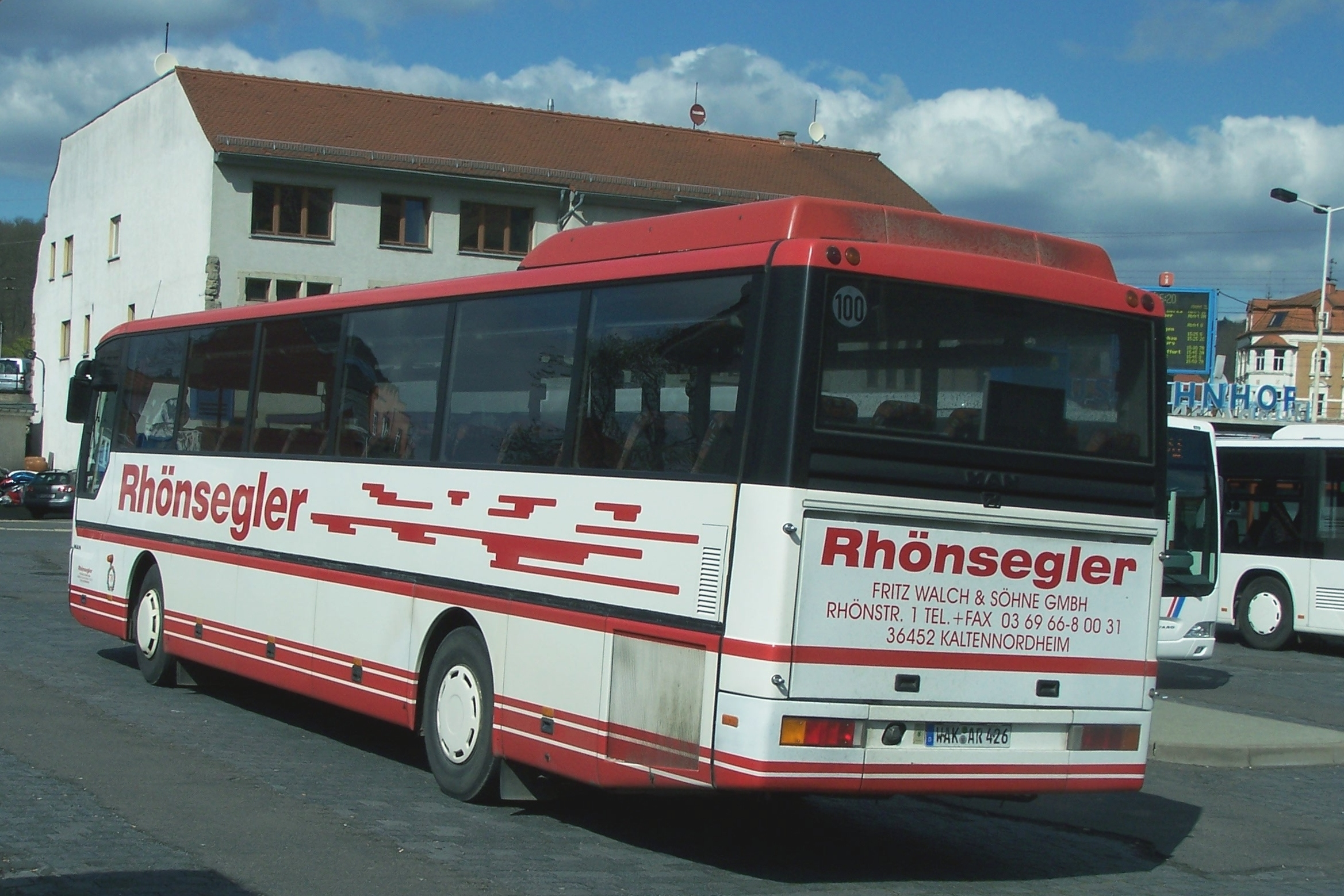
Regionalbus der Firma Rhönsegler

## Linienverzeichnis
Im Dezember 2012 übernahm die VGW, durch eine Direktvergabe des NVV, die Buslinie Bad Hersfeld–Vacha mit einer Verkehrsleistung insgesamt 600.000 Kilometer pro Jahr, welches vier (Sonntag) bis acht (Montag bis Freitag) Fahrten pro Tag und Richtung entspricht. Dadurch entstand mit Linie 100 Vacha–Bad Salzungen eine neue durchgehende Linie 300 Bad Hersfeld–Bad Salzungen, bei der sich die Fahrzeit von bisher 110 auf nun 70 min reduziert hatte.

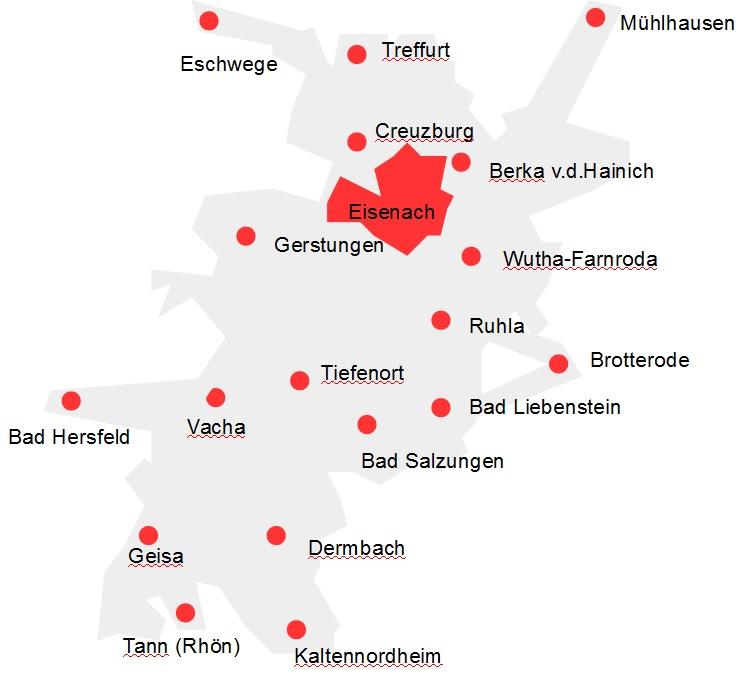
Bediengebiet der VGW: Wartburgkreis, Eisenach (außer Stadtverkehr) und angrenzende Gebiete

### Regionalverkehr
Linie/Streckenführung
- 26 Eisenach – Buchenau – Creuzburg
- 26a Eisenach – Ütteroda
- 27 Eisenach – Großenlupnitz – Craula
- 27a Eisenach – Behringen – (Baumkronenpfad) – Bad Langensalza
- 28 Eisenach – Heyerode
- 29 Eisenach – Frankenroda
- 30 Eisenach – Mühlhausen
- 31 Eisenach – Bad Liebenstein
- 32 Eisenach – Großenlupnitz – Ettenhausen/Nesse
- 40 Eisenach – Seebach
- 41 Ruhla – Bad Tabarz
- 42 Eisenach – Kl.Inselsberg – Bad Tabarz
- 43 Eisenach – Ruhla
- 44 Mosbach – Ruhla
- 47 Eisenach – Kittelsthal
- 48 Eisenach – Sondra – Mechterstädt
- 49 Eisenach – Mosbach
- 50 Eisenach – Clausberg – Eckardtshausen
- 50a Eisenach – Lauchröden – Gerstungen
- 51 Eisenach – Unterellen – Lauchröden
- 52 Eisenach – Großensee
- 52b Eisenach – Kupfersuhl
- 53 Eisenach – Lauchröden – Untersuhl
- 61 Dankmarshausen – Bad Salzungen
- 64 Gerstungen – Vitzeroda
- 65 Gerstungen – Dankmarshausen – Großensee
- 66 Untersuhl – Gerstungen – Sallmannshausen
- 68 Gerstungen – Obersuhl – Dippach
- 70 Eisenach – Marksuhl – Bad Salzungen
- 71 Eisenach – Ruhla – Bad Salzungen
- 74 Treffurt – Wendehausen – Nazza
- 75 Eisenach – Treffurt – Falken
- 76 Eisenach – Großburschla
- 77 Eisenach – Wolfmannsgehau
- 90 Eisenach – Madelungen – Krauthausen – Pferdsdorf
- 91 Creuzburg – Pferdsdorf
- 92 Eisenach – Scherbda
- 93 Eisenach – Lauchröden – Oberellen
- 94 Eisenach – Herleshausen – Sallmannshausen
- 100 (VGW)/300 (NVV) Bäderlinie: Bad Salzungen – Vacha – Bad Hersfeld
- 101 Kaltennordheim – Vacha – Eisenach
- 102 Bad Salzungen – Kieselbach – Kambachsmühle
- 104 Bad Salzungen – Möhra – Ettenhausen/Suhl
- 105 Bad Liebenstein – Möhra – Gräfen-Nitzendorf
- 106 Bad Salzungen – Bad Liebenstein – Steinbach
- 108 Bad Salzungen – Kaltenborn
- 109 Bad Salzungen – Dermbach – Kaltensundheim
- 110 Dermbach – Steinberg – Föhlritz
- 111 Bad Salzungen – Stadtlengsfeld – Oechsen
- 112 Wiesenthal – Dermbach
- 113 Vacha – Dermbach
- 115 Vacha – Martinroda – Oechsen
- 116 Deicheroda – Mühlwärts – Sünna
- 117 Vacha – Pferdsdorf – Geisa – Motzlar
- 119 Geisa – Ketten
- 120 Geisa – Gerstengrund
- 121 Buttlar – Bermbach/Wenigentaft
- 124 Bad Salzungen – Dermbach – Geisa – Tann/Rhön (Anschluss nach Fulda)
- 125 Vacha – (Point Alpha) – Hünfeld
- 127 Wiesenthal – Mebritz – Hartschwinden
- 131 Merkers – Dorndorf – Hämbach – Merkers
- 133 Bad Liebenstein – Steinbach – Meimers – Bairoda – Bad Liebenstein
- 134 Bad Salzungen – Bad Liebenstein – Brotterode (Anschluss nach Bad Tabarz)
- 135 Eisenach – Bad Salzungen
- 170 Eisenach – Eschwege

### Stadtverkehr
Die Verkehrsgesellschaft Wartburgkreis mbH war für die Durchführung des Öffentlichen Personennahverkehrs in der Stadt Bad Salzungen verantwortlich.
Linie/Streckenführung
- A Stadtbus Bad Salzungen: Busbahnhof – Lindig – Rhönblick – Allendorf – Kloster – Busbahnhof

## Tarif
Der Tarif war ein degressiver Streckentarif.
Ab Geisa in Richtung Fulda (über Hünfeld) wurden Fahrausweise nach RMV-Tarif verkauft.
Auf den Linien 100 und 170 wurden ab der Landesgrenze Thüringen/Hessen Fahrausweise nach NVV-Tarif verkauft.

## Beteiligte Unternehmen
Die Verkehrsgesellschaft Wartburgkreis mbH (VGW) besteht aus dreizehn Gesellschaftern, welche im Nachfolgenden aufgelistet sind:
- Fritz Walch und Söhne GmbH "Rhönsegler"
- Herwig Reisen GmbH
- Katzmann Reisen GmbH
- Martin & Frank Gabriel GbR
- Omnibusbetrieb Kraft
- Omnibusreisen Riemann
- Omnibusverkehr Thiele
- Omnibusbetrieb Fleischmann
- Omnibusbetrieb und Reisebüro Först
- Reise-Möller GmbH
- Reise Schieck
- Thüringer Rhöntourist Hartmann
- Verkehrsunternehmen Wartburgmobil gkAöR (VUW)

Die VUW übernahm 2017 die Gesellschaftsanteile der Kommunalen Personennahverkehrsgesellschaft Eisenach und der Personennahverkehrsgesellschaft Bad Salzungen.

## Fahrgastbeirat
Im Frühjahr 2016 wurde unter Federführung der VGW ein Fahrgastbeirat für den Wartburgkreis und die Stadt Eisenach gegründet.
In regelmäßig stattfindenden Besprechungen werden Themen des öffentlichen Personennahverkehrs mit Vertretern der VGW und Vertretern der Stadt und des Wartburgkreises besprochen und beraten.
Der Fahrgastbeirat hat sich die Aufgabe gestellt, den öffentlichen Personennahverkehr mitzugestalten. Ferner soll ein Austausch mit anderen Fahrgastbeiräten in Deutschland stattfinden.